# エクストリーム (アルバム)
『エクストリーム』（Extreme）は、アメリカ合衆国のヘヴィメタル・バンド、エクストリームが1989年に発表した初のスタジオ・アルバム。

## 背景
バンドは1988年にA&Mレコードとの契約を得て、同年にはドイツ人プロデューサーのマック（クイーンの1980年のアルバム『ザ・ゲーム』における仕事でグラミー賞にノミネートされたこともある）と共に、本作の制作を始めた。収録曲「マザー（ドント・ワナ・ゴー・トゥ・スクール・トゥデイ）」は、元々はゲイリー・シェローンとポール・ギアリーがエクストリーム結成前に所属していたバンド「ザ・ドリーム」の曲である。「プレイ・ウィズ・ミー」のイントロでは、ヴォルフガング・アマデウス・モーツァルトの曲「トルコ行進曲」が引用されている。

## 反響・評価
アメリカのBillboard 200では最高80位に終わり、本作からのシングルは総合チャートのBillboard Hot 100入りを逃して、「キッド・イーゴ」がメインストリーム・ロック・チャートで39位を記録するにとどまった。ただし、収録曲「プレイ・ウィズ・ミー」が1989年の映画『ビルとテッドの大冒険』のサウンドトラックで使用されたこともあり、本作は当時30万枚ほどの売り上げを記録して、A&Mとの長期契約につながった。
Stephen Thomas Erlewineはオールミュージックにおいて5点満点中3点を付け「かなりムラがあるが、ヌーノ・ベッテンコートのギターは常に聴き応えがある」と評している。また、増田勇一は『BURRN!』誌1989年6月号のレヴューで100点満点中81点を付け「ギタリストは"嫌味のない速弾き"が出来るテクニシャン」「キッズにとってのアンセムになり得るものから、ピアノをバックに歌いあげるバラードまで、この手のバンドが許される限りの(!?)ヴァリエーションが盛りこまれている」「これは大穴かも」と評している。

## 収録曲
全曲ともゲイリー・シェローンとヌーノ・ベッテンコートの共作。
1. リトル・ガールズ - "Little Girls" - 3:47
2. ワインド・ミー・アップ - "Wind Me Up" - 3:37
3. キッド・イーゴ - "Kid Ego" - 4:04
4. ウォッチング、ウェイティング - "Watching, Waiting" - 4:54
5. マザー（ドント・ワナ・ゴー・トゥ・スクール・トゥデイ） - "Mutha (Don't Wanna Go to School Today)" - 4:52
6. ティーチャーズ・ペット - "Teacher's Pet" - 3:02
7. ビッグ・ボーイズ・ドント・クライ - "Big Boys Don't Cry" - 3:34
8. スモーク・シグナルズ - "Smoke Signals" - 4:14
9. フレッシュ・アンド・ブラッド - "Flesh 'N' Blood" - 3:32
10. ロック・ア・バイ・バイ - "Rock a Bye Bye" - 5:57
11. プレイ・ウィズ・ミー - "Play with Me" - 3:29

## 参加ミュージシャン
- ゲイリー・シェローン - ボーカル
- ヌーノ・ベッテンコート - ギター、ピアノ、シンセサイザー、パーカッション、バッキング・ボーカル
- パット・バッジャー - ベース、バッキング・ボーカル
- ポール・ギアリー - ドラムス、パーカッション、バッキング・ボーカル

アディショナル・ミュージシャン
- ラファエル・メイ- ハーモニカ(on #1)
- ザ・ロリポップ・キッズ - バッキング・ボーカル(on #5, #11)